# Bohnenberger (cráter)

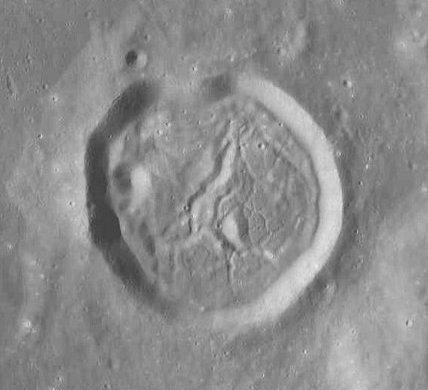
Fotografía de la misión Lunar Reconnaissance Orbiter

Bohnenberger es un cráter de impacto lunar que se encuentra cerca del borde del este del Mare Nectaris, en las estribaciones de la cordillera que forma el perímetro de los Montes Pyrenaeus. Hacia el este, más allá de las montañas, se encuentra el gran cráter Colombo.

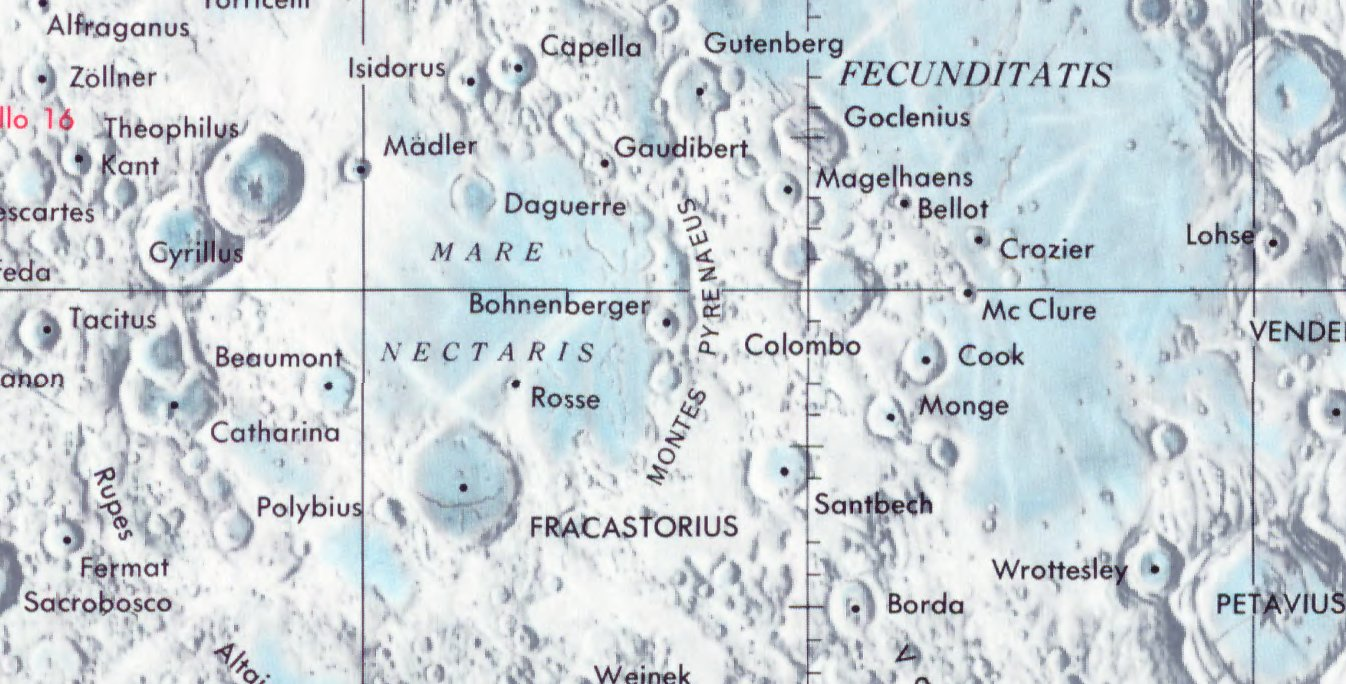
Localización del cráter Bohnenberger (centro de la imagen)

El cráter tiene un borde bajo a lo largo de la pared norte, con un suelo algo irregular, y una cresta que lo atraviesa. Hay un pequeño cráter a lo largo de la pared interior occidental.

## Cráteres satélite
Por convención estos elementos son identificados en los mapas lunares poniendo la letra en el lado del punto medio del cráter que está más cerca de Bohnenberger.
|              | \| Bohnenberger \| Coordenadas \| Diámetro \| \| ------------ \| ----------------------------- \| -------- \| \| A \| 17°48′S 40°06′E / -17.8, 40.1 \| 30 km \| \| C \| 18°30′S 41°06′E / -18.5, 41.1 \| 16 km \| \| D \| 18°18′S 42°36′E / -18.3, 42.6 \| 14 km \| \| E \| 17°24′S 42°06′E / -17.4, 42.1 \| 13 km \| \| F \| 14°42′S 39°36′E / -14.7, 39.6 \| 10 km \| \| G \| 17°12′S 40°06′E / -17.2, 40.1 \| 12 km \| \| J \| 14°48′S 40°18′E / -14.8, 40.3 \| 5 km \| \| N \| 17°54′S 41°54′E / -17.9, 41.9 \| 6 km \| \| P \| 19°06′S 41°24′E / -19.1, 41.4 \| 11 km \| \| W \| 18°12′S 41°06′E / -18.2, 41.1 \| 10 km \| |          |
| Bohnenberger | Coordenadas | Diámetro |
| A            | 17°48′S 40°06′E / -17.8, 40.1 | 30 km    |
| C            | 18°30′S 41°06′E / -18.5, 41.1 | 16 km    |
| D            | 18°18′S 42°36′E / -18.3, 42.6 | 14 km    |
| E            | 17°24′S 42°06′E / -17.4, 42.1 | 13 km    |
| F            | 14°42′S 39°36′E / -14.7, 39.6 | 10 km    |
| G            | 17°12′S 40°06′E / -17.2, 40.1 | 12 km    |
| J            | 14°48′S 40°18′E / -14.8, 40.3 | 5 km     |
| N            | 17°54′S 41°54′E / -17.9, 41.9 | 6 km     |
| P            | 19°06′S 41°24′E / -19.1, 41.4 | 11 km    |
| W            | 18°12′S 41°06′E / -18.2, 41.1 | 10 km    |

## Referencias

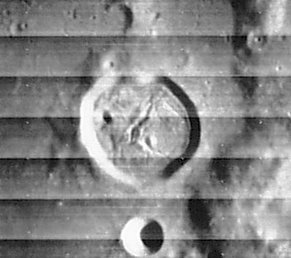
Fotografía de la misión Lunar Orbiter 4